# Estación López
López es una estación ferroviaria, ubicada en el Partido de Benito Juárez, en la Provincia de Buenos Aires, Argentina.

## Servicios
Es una pequeña estación del ramal perteneciente al Ferrocarril General Roca, desde la Tandil hasta la estación Bahía Blanca.
No presta servicios de pasajeros. 